# Борис Романченко
Борѝс Тимофѝйович Рома̀нченко (на украински: Борис Тимофійович Романченко, на руски: Борис Тимофеевич Романченко) е украински общественик, активист, затворник от нацистките концентрационни лагери Бухенвалд, Пенемюнде, Мителбау-Дора и Берген-Белзен. Дълги години работи върху паметта за нацистките престъпления и е заместник-председател на международния комитет „Бухенвалд-Дора“.
Загива в руското нападение над Украйна през 2022 година, когато жилището му в Харков, заедно със самия него, изгаря напълно вследствие на руска ракетна атака.

## Биография
Борис Романченко е роден на 20 януари 1926 година в село Бондари в Сумска област на тогавашната Украинска ССР. Пленен от немски войници по време на Втората световна война, той е депортиран в Дортмунд, където е принуден да извършва тежък труд в мините. След неуспешен опит за бягство е пратен в концентрационния лагер Бухенвалд. По-късно е прехвърлен в Пенемюнде, където се произвеждат ракетите Фау-2. Романченко преминава още през лагерите Мителбау-Дора, където работи в подземни тунели, и Берген-Белзен, при пристигането си в който тежи едва 39 килограма. От този лагер е и освободен през 1945 година от британските и американски съюзнически войски.